# Antonín Presl
Antonín Presl (cca 1718?–1785), jinak též Anton Presl, byl františkán moravského původu působící na Slovensku. Narodil se okolo roku 1718 v Uherském Hradišti.. Již v rodném městě se jistě seznámil s františkány, jejichž hradišťský konvent tehdy administrativně náležel do uherské řádové salvatoriánské provincie. Do řehole vstoupil v roce 1733 v Hlohovci, svátost kněžství však přijal až v roce 1758. Bratr Antonín působil ve vícero slovenských františkánských konventech, například v Beckove, Kremnici nebo Žilině (zde 1765). Od roku 1771 byl kvardiánem ve Skalici, s místním konventem však byl spojen hlouběji a pobýval zde i v jiných obdobích. Moravsko–slovenský františkán Antonín Presl „napsal v duchu tradiční křesťanské filozofie devět latinských filozoficko-teologických traktátů“ a je podle těchto pramenů považován za typického františkánského filozofa. Jeho práce z oblasti filozofie naznačují na Preslovo lektorské působení na klášterních školách františkánů. Jako lektor filozofie je doložen v roce 1748 v klášteře v Skalici, což můžeme odvodit ze zápisků z jeho přednášek, které, jako i u jiných františkánů, vycházely z učení Jana Dunse Scota. V roce 1758 byl zase učitelem kanonického práva v klášteře v Skalici, kde tehdy prezidoval teze pro čtyři studium končící františkány.
Další Antonínovo dílo se kromě toho ale více zaměřuje na františkánskou spiritualitu a výklady řehole sv. Františka z Assisi. Podle toho byl rovněž aktivní ve formaci a výchově řádových noviců a juniorů po časných řeholních slibech. Jeho zřejmě vlastním autorským dílem je tiskem vydaný:
- Gruntovní a krátký výklad na Regulu Bratrův Menších svatého otce Františka (1767)[9]

Antonín Presl dále přeložil příručku pro novice od německého františkána Hermanna Motta (1624–1704) Manus religiosorum jenž byl vytištěn pod názvem:
- Zpráva duchovní na pěti slovách rádu serafínského gruntovně založená (1768).[11]

Obě knihy napsal bratr Antonín v skalickém nářečí, kterou sám označil za slovenský jazyk. Dílo však bylo srozumitelné i spolubratřím v Čechách nebo dolních Uhrách, jak dokládá jeho rozšíření ve františkánských konventech. Použití obecného jazyka naznačuje, že dílo sepsal pro vzdělávání a podporu duchovního života co nejširšího spektra bratří františkánů, včetně laiků. Kapesní, mnohatránskový formát obou děl byl zase charakteristický pro příruční knížečky, které si řeholníci ukládali pro osobní potřebu ve svých celách, aby je měli kdykoli k dispozici k četbě či rozjímání. Obě zmíněné knihy vytisk v Skalici v Olomouci zaučený tiskař Josef Antonín Škarnicl. Již v Olomouci tiskl tento řádový příznivec knihy pro františkány a v této praxi evidentě pokračoval i v Skalici, snad přičiněním samotného Presla, jehož životní cesta byla se Skalicí rovněž silně provázána.
Františkán Antonín Presl zemřel v Skalici v roce 1785.